# Weissenbach-Viadukt
Das Weissenbach-Viadukt ist eine eingleisige Eisenbahnbrücke bei Degersheim über den Wissbach, der hier die Grenze zwischen den Schweizer Kantonen St. Gallen und Appenzell Ausserrhoden bildet.

## Beschreibung
Das Viadukt ist Teil der Eisenbahnlinie der Schweizerischen Südostbahn beziehungsweise der früheren Bodensee-Toggenburg-Bahn. Der zugehörige Streckenabschnitt von St. Gallen nach Wattwil wurde 1910 eröffnet. Die gesamte Strecke ist aufgrund der topographischen Verhältnisse im Voralpenraum durch zahlreiche Kunstbauten gekennzeichnet. Bei Degersheim erreicht sie mit 798,7 m ü. M. ihren höchsten Punkt und fällt dann nach Wattwil beziehungsweise St. Gallen ab. Die Brücke quert den von Schwellbrunn nach Norden zur Glatt führende Wissbach, der sich über 100 Meter in die Landschaft einschneidet. Richtung Degersheim folgt direkt nach der Brücke der 366 Meter lange Bühlbergtunnel. Seit 1931 ist die Strecke elektrifiziert.
Die Bogenbrücke besteht aus gemauerten Natursteinen. Das 282 Meter lange Viadukt hat 13 Öffnungen, wobei die fünf mittleren Öffnungen etwas weiter sind als die jeweils vier Bogen an den beiden Rändern. Eine ähnliche Bauweise sieht man auch bei dem nur wenige Kilometer entfernten Glatttal-Viadukt in Herisau.
Im Laufe der Zeit hat eindringendes Wasser und Eisbildung zu Schäden am Mauerwerk geführt. Im Jahr 2012 wurde die Brücke zusammen mit weiteren Kunstbauten auf der Strecke im Rahmen einer Vollsperrung umfassend saniert. Unter anderem wurde der Schottertrog gemäss dem heutigen Stand der Technik abgedichtet.